# International Champions Cup
Der International Champions Cup (ICC) war eine von 2013 bis 2019 jährlich im Sommer stattfindende Serie von internationalen Freundschaftsspielen im Vereinsfußball, das in Turnierform ausgetragen wurde. Die Spiele fanden überwiegend in verschiedenen Stadien in den Vereinigten Staaten statt, einzelne Partien wurden auch in Kanada, China, Singapur, Australien sowie verschiedenen europäischen Stadien ausgespielt. Der Modus des Turniers wurde mehrfach geändert.
Das Turnier wurde durch die 2012 gegründete Promotionfirma Relevant Sports ins Leben gerufen. Die Firma gehört dem Milliardär und Besitzer der Miami Dolphins, Stephen M. Ross, und dem ehemaligen Geschäftsführer der New York Jets, Matt Higgins. Der International Champions Cup ist der Nachfolger der von 2009 bis 2012 ausgetragenen World Football Challenge.

## Die Turniere im Überblick

### World Football Challenge (2009–2012)
Bereits von 2009 bis 2012 fand dreimal der Vorgängerwettbewerb World Football Challenge statt. Das Turnier wurde in einem Ligasystem ausgetragen, das z. T. so angepasst wurde, dass jedes Team maximal drei bis vier Partien absolvieren musste. Dazu kamen Punkte für Siege im Elfmeterschießen oder für jedes erzielte Tor.
2009 gab es nur vier Teilnehmer, es gewann der FC Chelsea vor Club América aus Mexiko und den beiden Mailänder Klubs AC und Inter. 2011 nahmen 13 Vereine aus sieben verschiedenen Staaten teil. Gewinner war Real Madrid vor den beiden Stadtrivalen United und City aus Manchester. Aus Europa waren zudem Juventus Turin und der FC Barcelona dabei. Bei der Austragung 2012 nahmen elf Mannschaften teil, einen offiziellen Gewinner gab es aufgrund des Modus nicht.

### 2013
| Rang | Team               |
| ---- | ------------------ |
| 1    | Real Madrid        |
| 2    | FC Chelsea         |
| 3    | AC Mailand         |
| 4    | Los Angeles Galaxy |
| 5    | FC Valencia        |
| 6    | FC Everton         |
| 7    | Inter Mailand      |
| 8    | Juventus Turin     |

Die erste Ausgabe des International Champions Cups wurde vom 27. Juli bis zum 7. August 2013 ausgetragen. Die Spiele fanden in sechs Stadien in den USA statt, eine Partie wurde im Estadio Mestalla im spanischen Valencia gespielt. Die Mannschaften wurden in zwei Gruppen à vier Teams aufgeteilt und absolvierten jeweils zwei Gruppenspiele. Nach der ersten Runde trafen jeweils die Sieger und die Verlierer dieser Spiele aufeinander. Der Sieger dieses zweiten Spiels zog dann jeweils ins Finale ein, die restlichen Teams spielten die Plätze aus. Dieser komplizierte K.-o.-Modus wurde 2014 jedoch vereinfacht.
In der Eastern Group trafen Real Madrid, Los Angeles Galaxy, der FC Everton und Juventus Turin aufeinander. Die Spiele der ersten Runde, die in San Francisco und Phoenix stattfanden, gewannen Everton nach einem 1:1-Unentschieden im Elfmeterschießen gegen Juventus und Real Madrid mit 3:1 gegen L.A. Galaxy. Die beiden Spiele der zweiten Runde wurden direkt nacheinander im Dodger Stadium in Los Angeles ausgetragen. Nachdem Juventus dem Gastgeber mit 1:3 unterlag, machte Real Madrid mit einem 2:1-Erfolg über Everton den Einzug ins Finale perfekt.
In der Western Group standen sich der FC Chelsea, die beiden Stadtrivalen AC Mailand und Inter Mailand sowie der FC Valencia gegenüber. Chelsea gewann seine beiden Partien gegen Inter und Milan jeweils mit 2:0 und erreichte ebenfalls das Finale. Nach der 1:2-Niederlage im ersten Spiel gewann Valencia seine zweite Partie deutlich mit 4:0 gegen Inter Mailand.
Die Finalspiele wurden an zwei aufeinander folgenden Tagen alle im Sun Life Stadium in Miami ausgetragen. Inter Mailand verwies dabei im Spiel um Platz 7 Juventus Turin im Elfmeterschießen (9:8 n. E., 1:1) auf den letzten Platz. In den weiteren Platzierungsspiele siegte Valencia mit 1:0 gegen Everton und der AC Mailand mit 2:0 gegen L.A. Das Finale gewann Real Madrid durch die Tore von Marcelo (14.) und Cristiano Ronaldo (31., 57.) mit 3:1 gegen den FC Chelsea, der durch Ramires (17.) nur zum zwischenzeitlichen Ausgleich kam.
Torschützenkönig wurde Cristiano Ronaldo (Real Madrid) mit drei Treffern. Ihm folgten mit zwei Toren Karim Benzema (Real Madrid) und Jonathan Viera (FC Valencia).

### 2014
| Rang | Team              |
| ---- | ----------------- |
| 1    | Manchester United |
| 2    | FC Liverpool      |
| 3    | Inter Mailand     |
| 4    | Olympiakos Piräus |
| 5    | Manchester City   |
| 6    | AS Rom            |
| 7    | Real Madrid       |
| 8    | AC Mailand        |

Das Turnier 2014 fand vom 24. Juli bis zum 4. August 2014 in insgesamt zwölf US-Stadien statt, eine Partie wurde in Toronto in Kanada ausgetragen. Es nahmen acht Mannschaften teil, die in zwei Gruppen à vier Teams aufgeteilt wurden. Innerhalb einer Gruppe spielte jede Mannschaft jeweils gegen die drei anderen. Bei einem Unentschieden nach 90 Minuten wurde der Sieger durch ein sofortiges Elfmeterschießen ermittelt. Es wurden drei Punkte für einen regulären Sieg, zwei Punkte für einen Sieg im Elfmeterschießen, ein Punkt für eine Niederlage im Elfmeterschießen und null Punkte für eine Niederlage in der regulären Spielzeit vergeben. Im Anschluss an die Gruppenphase spielten die Viertplatzierten der beiden Gruppen dann um den siebten Platz, die Drittplatzierten um den fünften. Das Spiel um Platz 3 bestritten die Zweitplatzierten der Gruppen und im Finale trafen die beiden Gruppensieger aufeinander, um den Turniersieger zu ermitteln.
In Gruppe A waren Manchester United, Inter Mailand, der AS Rom und Titelverteidiger Real Madrid gesetzt. Mit drei Siegen – davon einer im Elfmeterschießen – erreichte Manchester mit acht Punkten den ersten Platz und damit das Finale. Das Vorrundenspiel zwischen Manchester United und Real Madrid am 2. August 2014 verfolgten 109.318 Zuschauer im Michigan Stadium in Ann Arbor, das sind mehr Zuschauer als jemals zuvor bei einem Fußballspiel in den USA. In der zweiten Gruppe trafen die englischen Klubs Manchester City und der FC Liverpool sowie der AC Mailand und Olympiakos Piräus aufeinander. Gruppensieger und damit ebenfalls Finalteilnehmer wurde Liverpool mit acht Punkten.
Das Finale fand am 4. August 2014 wie schon im Vorjahr im Sun Life Stadium in Miami statt. Nachdem Liverpool durch einen Elfmeter von Steven Gerrard (14.) mit 0:1 in Führung gegangen war, drehte Manchester United das Spiel durch Tore von Wayne Rooney (55.), Juan Mata (57.) und Jesse Lingard (88.) noch und gewann am Ende mit 3:1. Torschützenkönig wurde mit fünf Treffern Stevan Jovetić (Manchester City) vor Dimitris Diamantakos (Olympiakos). Den dritten Platz teilten sich mit jeweils zwei Toren Wayne Rooney (Man United), Ashley Young (Man United), Raheem Sterling (FC Liverpool), Gareth Bale (Real Madrid) und Francesco Totti (AS Rom).

### 2015
| Rang | Team                 |
| ---- | -------------------- |
| 1    | Paris Saint-Germain  |
| 2    | New York Red Bulls   |
| 3    | Manchester United    |
| 4    | AC Florenz           |
| 5    | Los Angeles Galaxy   |
| 6    | Club América         |
| 7    | FC Barcelona         |
| 8    | FC Chelsea           |
| 9    | Benfica Lissabon     |
| 10   | San José Earthquakes |

Zwischen dem 11. Juli und dem 5. August 2015 nahmen zehn Teams an der regulären Ausgabe des International Champions Cup teil. Der Großteil der Spiele (13 von 17) wurde in verschiedenen Stadien der USA ausgetragen, einzelne Partien wurden zudem im kanadischen Toronto, in Mexiko-Stadt sowie in den europäischen Städten Florenz und London ausgespielt. Die teilnehmenden Vereine waren aus Europa der FC Chelsea, Manchester United (beide England), Paris SG (Frankreich), der AC Florenz (Italien), Benfica Lissabon (Portugal) und der FC Barcelona (Spanien). Dazu kamen der mexikanische Klub Club América sowie Los Angeles Galaxy, New York Red Bulls und die San José Earthquakes aus den USA. Jedes Team absolvierte vier Partien mit Ausnahme der drei US-amerikanischen, die lediglich zweimal spielten. Um eine Vergleichbarkeit in der Abschlusstabelle zu erreichen, wurden bei den US-Teams jeweils die MLS-Spiele der Vorsaison gegeneinander gewertet, so dass in der Gesamtbilanz ebenfalls vier Partien standen. Den Gesamtsieg errang Paris Saint-Germain mit drei Siegen.
Erstmals wurden parallel unter dem gleichen Markennamen zwei Miniturniere mit jeweils drei Teams in Australien (18.–24. Juli) und China (25.–30. Juli) ausgetragen. Im Melbourne Cricket Ground traten Real Madrid, der AS Rom und Manchester City jeweils gegeneinander an, in den chinesischen Metropolen Shenzhen, Guangzhou und Shanghai traf Real Madrid auf die beiden italienischen Stadtrivalen AC Mailand und Inter Mailand. Die Madrilenen gewannen beide Turniere.
| Rang | Team            |
| ---- | --------------- |
| 1    | Real Madrid     |
| 2    | AS Rom          |
| 3    | Manchester City |

| Rang | Team          |
| ---- | ------------- |
| 1    | Real Madrid   |
| 2    | AC Mailand    |
| 3    | Inter Mailand |

### 2016
| Rang | Team                |
| ---- | ------------------- |
| 1    | Paris Saint-Germain |
| 2    | FC Liverpool        |
| 3    | FC Chelsea          |
| 4    | FC Barcelona        |
| 5    | Real Madrid         |
| 6    | FC Bayern München   |
| 7    | Inter Mailand       |
| 8    | AC Mailand          |
| 9    | Leicester City      |
| 10   | Celtic Glasgow      |

2016 fand der International Champions Cup vom 23. Juli bis zum 13. August in verschiedenen Stadien in acht Bundesstaaten der USA und mehreren Staaten in Europa (Großbritannien, Irland, Schweden) statt. Teilnehmende Vereine waren in diesem Jahr als erster deutscher Vertreter der FC Bayern München, aus England der FC Liverpool, der FC Chelsea und Leicester City, der FC Barcelona und Real Madrid aus Spanien, AC Mailand und Inter Mailand aus Italien, Celtic Glasgow aus Schottland und der französische Verein Paris Saint-Germain. Jeder Verein absolvierte drei Partien. Wie im Vorjahr gewann PSG das Turnier.
Auch in diesem Jahr fanden zwei Mini-Turniere in China und Australien statt. Vom 22. bis 28. Juli trafen in Shanghai, Peking und Shenzhen die Stadtrivalen United und City aus Manchester auf den zweiten deutschen Klub Borussia Dortmund. Da das Manchester-Derby kurzfristig ausfiel, wurde kein Gewinner gekürt. Zwischen dem 23. und dem 29. Juli fanden in Melbourne drei weitere Spiele statt, an denen Juventus Turin (Italien), Tottenham Hotspur (England), Atlético Madrid (Spanien) und Melbourne Victory (Australien) teilnahmen. Juventus wurde zum Gesamtsieger erklärt.
| Rang | Team              |
| ---- | ----------------- |
| 1    | Juventus Turin    |
| 2    | Atlético Madrid   |
| 3    | Melbourne Victory |
| 4    | Tottenham Hotspur |

| Rang | Team              |
| ---- | ----------------- |
| 1    | Borussia Dortmund |
| 2    | Manchester City   |
| 3    | Manchester United |

### 2017
2017 fand der International Champions Cup vom 18. bis zum 30. Juli in verschiedenen Stadien der USA sowie in China und Singapur statt. Teilnehmende Vereine waren in diesem Jahr aus Deutschland der FC Bayern München sowie Borussia Dortmund, aus England der FC Liverpool, der FC Chelsea, Manchester United, Manchester City und Tottenham Hotspur, der FC Barcelona und Real Madrid aus Spanien, Juventus Turin, AS Rom, AC Mailand und Inter Mailand aus Italien und die französische Vereine Paris Saint-Germain und Olympique Lyon.
Beim nordamerikanischen Turnier wurden 12 Partien gespielt, jede Mannschaft trat dreimal an. Mit drei Siegen gegen Juventus, Manchester United und Real Madrid gewann der FC Barcelona das Turnier. In Singapur spielten Inter Mailand, der FC Bayern und Chelsea jeweils gegeneinander, wobei sich die Italiener mit zwei Siegen zum Gewinner kürten.
Da in China sechs Vereine in insgesamt nur vier Spielen aufeinander trafen, ergab sich eine unterschiedliche Anzahl von Spielen für jedes Team, weshalb kein offizieller Gewinner ernannt wurde.
| Rang | Team                |
| ---- | ------------------- |
| 1    | FC Barcelona        |
| 2    | Manchester City     |
| 3    | AS Rom              |
| 4    | Manchester United   |
| 5    | Juventus Turin      |
| 6    | Tottenham Hotspur   |
| 7    | Paris Saint-Germain |
| 8    | Real Madrid         |

| Rang | Team              |
| ---- | ----------------- |
| 1    | Borussia Dortmund |
| 2    | Inter Mailand     |
| 3    | AC Mailand        |
| 4    | FC Arsenal        |
| 5    | FC Bayern München |
| 6    | Olympique Lyon    |

| Rang | Team              |
| ---- | ----------------- |
| 1    | Inter Mailand     |
| 2    | FC Bayern München |
| 3    | FC Chelsea        |

### 2018
Die Austragung 2018 fand vom 20. Juli bis 11. August 2018 statt. Es nahmen 18 europäische Spitzenmannschaften aus sechs Nationen teil. Nach einer erneuten Modusänderung spielte nun jedes Team drei Spiele, was zu einer Gesamt-Abschlusstabelle führte, es gab anders als in den Vorjahren keine separaten Mini-Turniere mehr. Die insgesamt 27 Spiele fanden in 23 verschiedenen Stadien statt, davon lagen 15 in den USA, sieben in Europa und eines in Singapur.
Für einen Sieg in der regulären Spielzeit gab es drei Punkte, für eine Niederlage null Punkte. Nach einem Unentschieden folgte direkt ein Elfmeterschießen, die siegreiche Mannschaft erhielt zwei Punkte, die unterlegene einen Punkt. Die Rangfolge ergab sich nach der folgenden Reihenfolge: 1) Gesamtpunkte, 2) Punkte im direkten Aufeinandertreffen (falls stattgefunden), 3) Tordifferenz, 4) Erzielte Tore, 5) Ergebnis gegen einen identischen Gegner (falls stattgefunden), 6) Anzahl der roten Karten, 7) Anzahl der gelben Karten, 8) Anzahl der begangenen Fouls, 9) Münzwurf.
Kein Team konnte alle drei Spiele gewinnen, Gesamtsieger wurde Tottenham Hotspur mit zwei Siegen gegen Rom und Milan sowie einer Niederlage nach Elfmeterschießen gegen Barcelona aufgrund des besseren Torverhältnisses vor Borussia Dortmund und Inter Mailand, die beide ebenfalls zweimal siegreich waren.
| Rang | Team              |
| ---- | ----------------- |
| 1    | Tottenham Hotspur |
| 2    | Borussia Dortmund |
| 3    | Inter Mailand     |
| 4    | FC Arsenal        |
| 5    | FC Liverpool      |
| 6    | Real Madrid       |
| 7    | Juventus Turin    |
| 8    | FC Chelsea        |
| 9    | Manchester United |

| Rang | Team                |
| ---- | ------------------- |
| 10   | Olympique Lyon      |
| 11   | AC Mailand          |
| 12   | Benfica Lissabon    |
| 13   | FC Bayern München   |
| 14   | Manchester City     |
| 15   | AS Rom              |
| 16   | Paris Saint-Germain |
| 17   | Atlético Madrid     |
| 18   | FC Barcelona        |

2018 fand auch erstmals eine Frauen-Ausgabe des ICC statt. Bei der ersten Austragung trafen vier Mannschaften aufeinander, diese waren Manchester City (England), Olympique Lyon und Paris Saint-Germain (beide Frankreich) und North Carolina Courage (USA). Die beiden Halbfinalspiele (26. Juli) fanden genau wie das Finale und das Spiel um Platz 3 (29. Juli) allesamt im Hard Rock Stadium in Miami Gardens statt. Im Endspiel siegte North Carolina Courage mit 1:0 gegen Olympique Lyon, das entscheidende Tor erzielte Heather O’Reilly.

### 2019
Die Austragung 2019 fand vom 21. Juli bis zum 10. August 2019 statt. Es nahmen – im Gegensatz zum Vorjahr, wo es 18 Teams waren – 11 europäische Spitzenmannschaften aus fünf Nationen sowie der mexikanische Erstligist Deportivo Guadalajara teil. Der Austragungsmodus, nach dem jedes Team drei Spiele absolvierte, deren Ergebnisse in eine Gesamt-Abschlusstabelle einfloss, wurde nicht verändert. Die insgesamt 18 Spiele fanden in 16 verschiedenen Stadien statt, davon lagen elf in den USA, drei in Europa und zwei in Asien.
| Rang | Team              |
| ---- | ----------------- |
| 1    | Benfica Lissabon  |
| 2    | Atlético Madrid   |
| 3    | Manchester United |
| 4    | FC Arsenal        |
| 5    | FC Bayern München |
| 6    | Tottenham Hotspur |

| Rang | Team                  |
| ---- | --------------------- |
| 7    | Inter Mailand         |
| 8    | AC Florenz            |
| 9    | Juventus Turin        |
| 10   | Real Madrid           |
| 11   | AC Mailand            |
| 12   | Deportivo Guadalajara |

2019 fand zudem zum zweiten Mal eine Frauen-Ausgabe des ICC statt. Es trafen vier Mannschaften aufeinander, diese waren wie im Vorjahr Manchester City (England), Olympique Lyon (Frankreich) und North Carolina Courage (USA) sowie erstmals Atlético Madrid (Spanien). Olympique Lyon gewann den Wettbewerb.

### 2020
Die Ausgabe 2020 wurde wegen der COVID-19-Pandemie abgesagt.